# 曾省吾
曾省吾（1532年—1585年），字三省，又字以三，號確庵，晚年自號恪庵，湖廣承天衛（鍾祥縣）官籍江西彭澤縣人，明代政治人物。

## 生平
曾省吾生於嘉靖十一年（1532年），嘉靖三十四年（1555年）乙卯科湖廣乡试四十三名举人，三十五年（1556年）中丙辰科会试二百三十名，廷试三甲六十九名進士。通政司观政，授四川富顺县知县，三十八年升工部主事，四十年升员外，四十一年升郎中，四十五年十一月升陕西提学副使，隆庆三年（1569年）十一月升浙江布政司左参政，调任福建，四年十一月升太仆寺少卿，六年四月升都察院右佥都御史、巡抚四川，《明史稿》稱其“娴将略，善治边”，“莅事精勤，多有建白”。万历元年（1573年），四川叙州土司都掌蛮叛亂，曾省吾荐刘显率领官兵十四万出征，“克寨六十餘，俘斩四千六百名，拓地四百餘里，得诸葛铜鼓九十三”。万历二年正月录四川荡平都蛮功，加升右副都御史，照旧巡抚。三年（1575年）六月，升兵部右侍郎，五年十二月升左侍郎。六年十二月升南京都察院右都御史，八年升工部尚書，三月升廷试读卷官，加太子太保。
張居正死後，曾省吾受到牽連，浙江道监察御史王国弹劾曾省吾“勾结冯保，相倚为奸”，“送冯保金银若干两，图谋升官”，户科给事中王继光疏参曾省吾“十罪”。高拱《病榻遗言》说：“隆庆六年，曾省吾授意其门生、户科给事中曹大野弹劾高拱，并许以高官厚禄。”万历十年（1582年）十二月，曾省吾被勒令致仕。萬曆十二年四月，丘橓與錦衣衛都指揮曹應龍、司禮監太監張誠前往張家抄家，張居正長子张敬修被屈打成招，供出曾經向曾省吾、王篆、傅作舟三家转移、藏匿财产，约值银三十万两。张敬修最後自缢死，临死前写下一绝命书。丘橓派人查封曾省吾等人家产，并将曾省吾、王篆法辦，“曾角巾青衣，王直囚服乞哀，中官杖之”。万历十二年三月，工科给事中唐尧钦上書要求重懲曾省吾。万历十二年十月，籍没家產，發回原籍为民，永不叙用，不久去世。《明史》無传。

## 著作
著有《千弓坝石桥记》。

## 家族
先世系江西彭泽人，曾祖父曾逊，知县。祖父曾辉，贈刑部员外。父曾璠，號阳白，為嘉靖四十一年（1562年）进士，晚省吾兩科。母從氏，累封恭人。兄曾東（千户）、弟唯吾、宗吾，俱生员；見吾。